# 亞沃里夫區

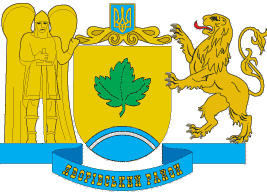
亞沃里夫區徽章

亞沃里夫區在利沃夫州的位置

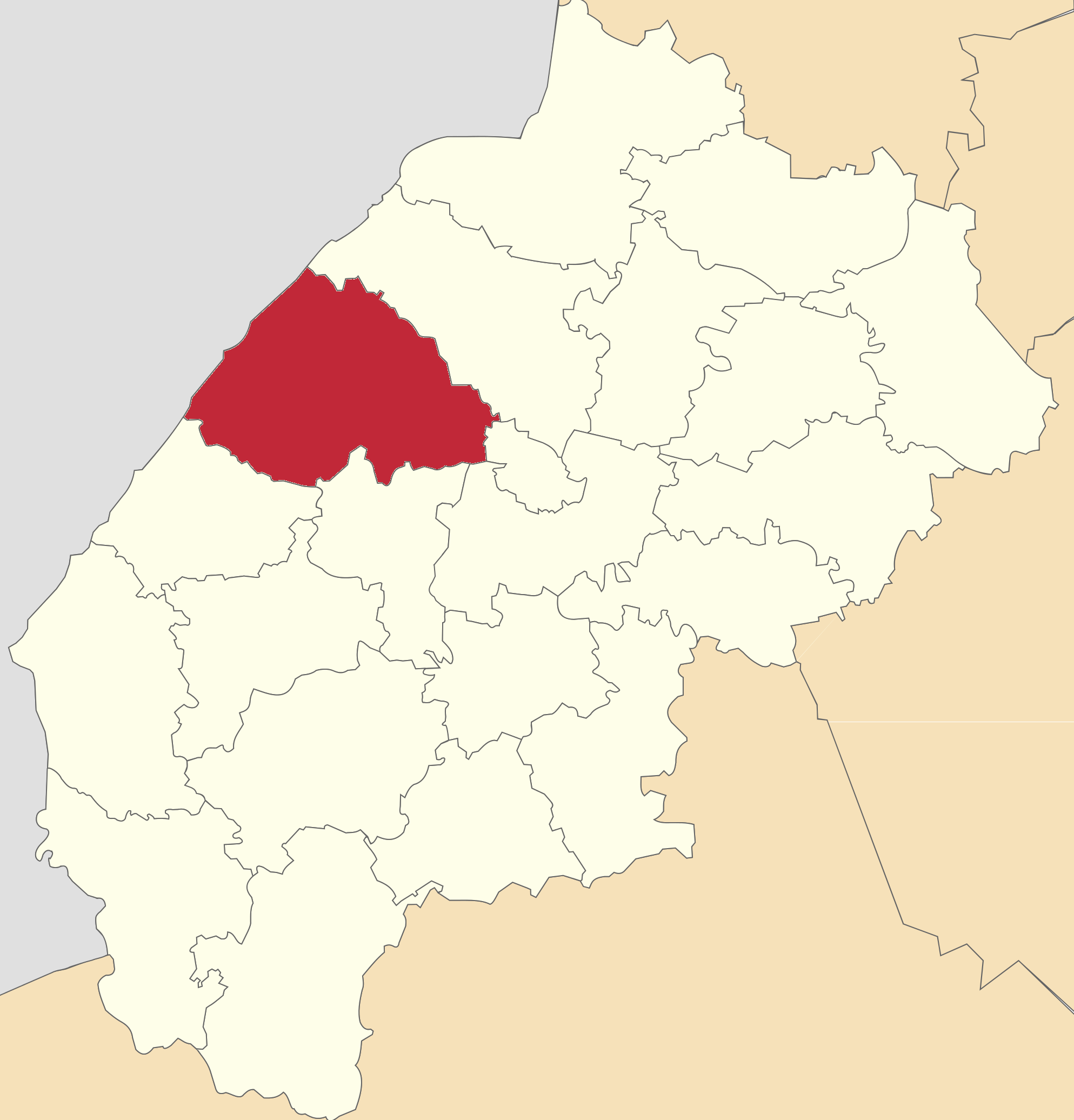
改革前亞沃里夫區在利沃夫州的位置

亞沃里夫區（羅馬化：Yavorivskyi raion）是烏克蘭利沃夫州的一个区，行政中心設於亞沃里夫，2021年人口数量为179,219人。
2020年7月18日乌克兰施行了行政区划改革，利沃夫州的区份数量减至7个，亞沃里夫區的面积增加了很多。原莫斯季斯卡區并入亞沃里夫區。改革前亞沃里夫區的面积为1,548平方公里，2020年人口数量为126,115人。

## 历史
该区建立于1940年1月17日，随着苏联吞并波兰东部而建立。纳粹德国入侵之后，该区被解散，并入加利西亚区（Distrikt Galizien），1944年随着德军的败退而重新建立。

## 行政区划
亞沃里夫區下分为6个市镇，以下依人口由多到少排列：
- 亞沃里夫市鎮（烏克蘭語：Яворівська міська громада）
- 新亞沃里夫斯克市鎮（烏克蘭語：Новояворівська міська громада）
- 莫斯蒂斯卡市鎮（烏克蘭語：Мостиська міська громада）
- 伊萬諾-弗蘭科韋市鎮（烏克蘭語：Івано-Франківська селищна громада）
- 蘇多瓦維什尼亞市鎮（烏克蘭語：Судововишнянська міська громада）
- 舍希尼市鎮（烏克蘭語：Шегинівська сільська громада）